# Wenro

Wenros bosättningsområde med omgivande folkgrupper.

Wenro eller Wenrohronon , var ett irokesiskt folk vilka bodde i två eller tre byar öster om Niagarafallen i nuvarande norra New York. De förintades politiskt och demografiskt av Irokesförbundet 1638. De som undkom flydde till framförallt till huronerna, en del även till Attawandaron. När dessa förintades av irokesförbundet gick de överlevande Wenro samma öde till mötes.